# Ojos así
Ojos así è un singolo della cantante colombiana Shakira, pubblicato il 23 luglio 1999 come terzo estratto dal quarto album in studio ¿Dónde están los ladrones?.

## Descrizione
Nella canzone, dal sapore prettamente medio-orientale, si possono sentire canti in lingua araba, uno di essi è presente anche nel ritornello:  الكون ارجوك ربي لبي ندى. (translitterato: Rabboussamai fikarrijaii \ fi ainaiha aralhayati \ ati ilaica min haza ikaaouni \ arjouka rabbi labbi nidai, tradotto: "Signore dei cieli, ti prego, io nei suoi occhi vedo la vita, vengo da te da questo universo, ti prego, mio Signore, rispondi al mio desiderio."). Qua la cantante afferma di "aver viaggiato dal Bahrein fino in Beirut", di "essere stata dal nord fino al Polo Sud", e mai ha trovato degli occhi come quelli del suo amante.
Shakira ha realizzato anche una versione in inglese di Ojos así, chiamata Eyes Like Yours, pubblicata in Laundry Service del 2001.

## Video musicale
Il video musicale mostra Shakira fare la danza del ventre davanti a un corteo su uno sfondo viola in cui lampeggia un occhio neon, che lancia scintille per poi, verso la fine del video, prendere fuoco.

## Classifiche
| Classifica (1998-2003)      | Posizione massima |
| --------------------------- | ----------------- |
| Belgio (Fiandre)            | 29                |
| Belgio (Vallonia)           | 16                |
| Francia                     | 15                |
| Paesi Bassi                 | 25                |
| Honduras                    | 3                 |
| Romania                     | 27                |
| Stati Uniti Hot Latin Songs | 22                |
| Svizzera                    | 33                |